# めくり

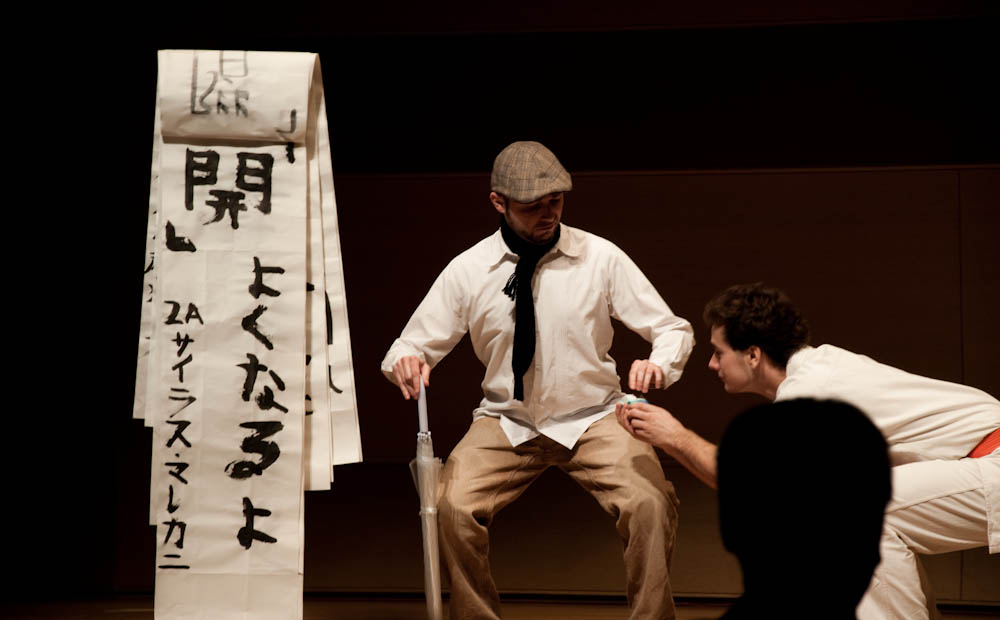
一例（スピーチコンテスト）

めくりとは寄席などの演芸場で、現在の出演者名を書いた紙製の札。
大福帳のように出演芸人の札が出演順に綴じられており、芸人の交代に合わせて「めくって」いくことにちなむ。また、テレビにおける情報番組において、プレゼンテーション用に準備されたフリップボードの一部を隠しているシールを剥がし、順に項目を見せていく動作についても指すようになった。

## 概要
紙に縦書き。寄席文字と呼ばれる独特の太い書体で大きく書かれる。下手に置かれる。寄席では不可欠の物とされているが、なんばグランド花月のように、デジタル化に伴い廃止されることもある。

なお、新宿末廣亭では下手ではなく、上手の高座脇の小窓に名前の書かれた板をはめ込む「見出し」となっており、高座返しの前座が演者の交代に合わせて付け替えていく。

また、昭和後期の関西や名古屋の演芸場も上手の舞台脇の小窓形式となっていて、吉本興業の花月劇場はフリップ方式を採用し書体はゴシック体、松竹の道頓堀角座等はパネル板が回る方式を採用し書体は明朝体、大須演芸場はパネル板が回転、専属の絵師が文字を書いていた。